# 13e étape du Tour de France 1999
Pour un article plus général, voir Tour de France 1999.
La 13e étape du Tour de France 1999 s'est déroulée le samedi 17 juillet 1999. Elle part de Saint-Flour et arrive à Albi.

## Parcours
Peu après Chaudes-Aigues, la côte éponyme est la première difficulté du jour en troisième catégorie au km 27. En Aveyron, les couteaux sont ensuite tirés à Laguiole pour le premier sprint intermédiaire. La côte de la Moissetie est la principale difficulté du jour en deuxième catégorie au km 96. Peu après Decazeville sont enchainées les côtes en 4e catégorie de la Croix de Broual, de Cambargue et de Duron. La côte de Compolibat en 3e catégorie survient au km 168, puis la côte du Port de Besse en 4e catégorie au km 197,5, puis Carmaux, le sprint intermédiaire à Blaye-les-Mines 23 km avant l'arrivée à Albi après 236,5 km  de course.

## Classement de l'étape
| \| Classement de l'étape \| Classement de l'étape \| Classement de l'étape \| Classement de l'étape \| Classement de l'étape \| \| Coureur \| Coureur \| Pays \| Équipe \| Temps \| \| --------------------- \| ------------------------ \| --------------------- \| -------------------------------- \| --------------------- \| \| 1er \| Salvatore Commesso \| Italie \| Saeco-Cannondale \| 5 h 52 min 45 s \| \| 2e \| Marco Serpellini \| Italie \| Lampre-Daikin \| + 2 s \| \| 3e \| Mariano Piccoli \| Italie \| Lampre-Daikin \| + 2 min 07 s \| \| 4e \| Paolo Lanfranchi \| Italie \| Mapei-Quick Step \| + 2 min 07 s \| \| 5e \| Roland Meier \| Suisse \| Cofidis-Le Crédit par Téléphone \| + 2 min 07 s \| \| 6e \| Christophe Mengin \| France \| La Française des jeux \| + 2 min 07 s \| \| 7e \| Miguel Ángel Peña \| Espagne \| Banesto \| + 2 min 07 s \| \| 8e \| Javier Pascual Rodríguez \| Espagne \| Kelme-Costa Blanca \| + 2 min 07 s \| \| 9e \| Lylian Lebreton \| France \| BigMat-Auber 93 \| + 2 min 12 s \| \| 10e \| Francisco Cerezo \| Espagne \| Vitalicio Seguros-Grupo Generali \| + 2 min 12 s \| |                          |         |                                  |                 |
| |                          |         |                                  |                 |
| |                          |         |                                  |                 |
| Classement de l'étape |                          |         |                                  |                 |
| Coureur | Coureur                  | Pays    | Équipe                           | Temps           |
| 1er | Salvatore Commesso       | Italie  | Saeco-Cannondale                 | 5 h 52 min 45 s |
| 2e | Marco Serpellini         | Italie  | Lampre-Daikin                    | + 2 s           |
| 3e | Mariano Piccoli          | Italie  | Lampre-Daikin                    | + 2 min 07 s    |
| 4e | Paolo Lanfranchi         | Italie  | Mapei-Quick Step                 | + 2 min 07 s    |
| 5e | Roland Meier             | Suisse  | Cofidis-Le Crédit par Téléphone  | + 2 min 07 s    |
| 6e | Christophe Mengin        | France  | La Française des jeux            | + 2 min 07 s    |
| 7e | Miguel Ángel Peña        | Espagne | Banesto                          | + 2 min 07 s    |
| 8e | Javier Pascual Rodríguez | Espagne | Kelme-Costa Blanca               | + 2 min 07 s    |
| 9e | Lylian Lebreton          | France  | BigMat-Auber 93                  | + 2 min 12 s    |
| 10e | Francisco Cerezo         | Espagne | Vitalicio Seguros-Grupo Generali | + 2 min 12 s    |

## Classement général
Après cette étape de transition, pas de changement au classement général. Le porteur du maillot jaune l'Américain Lance Armstrong (US Postal Service) conserve bien évidement son maillot de leader. Il devance toujours l'Espagnol Abraham Olano (ONCE-Deutsche Bank) de sept minutes et 44 secondes du leader (il perd cependant deux secondes) et le Suisse Alex Zülle (Banesto) de 7 minutes et 47 secondes.
| \| Classement général \| Classement général \| Classement général \| Classement général \| Classement général \| \| Coureur \| Coureur \| Pays \| Équipe \| Temps \| \| ------------------ \| ------------------ \| ------------------ \| --------------------- \| ------------------ \| \| 1er \| Lance Armstrong \| États-Unis \| US Postal Service \| DQ \| \| 2e \| Abraham Olano \| Espagne \| ONCE-Deutsche Bank \| + 7 min 44 s \| \| 3e \| Alex Zülle \| Suisse \| Banesto \| + 7 min 47 s \| \| 4e \| Laurent Dufaux \| Suisse \| Saeco-Cannondale \| + 8 min 07 s \| \| 5e \| Fernando Escartín \| Espagne \| Kelme-Costa Blanca \| + 8 min 53 s \| \| 6e \| Stéphane Heulot \| France \| La Française des jeux \| + 9 min 10 s \| \| 7e \| Richard Virenque \| France \| Polti \| + 10 min 03 s \| \| 8e \| Pavel Tonkov \| Russie \| Mapei-Quick Step \| + 10 min 18 s \| \| 9e \| Daniele Nardello \| Italie \| Mapei-Quick Step \| + 10 min 58 s \| \| 10e \| Giuseppe Guerini \| Italie \| Deutsche Telekom \| + 11 min 07 s \| |                   |            |                       |               |
| |                   |            |                       |               |
| |                   |            |                       |               |
| Classement général |                   |            |                       |               |
| Coureur | Coureur           | Pays       | Équipe                | Temps         |
| 1er | Lance Armstrong   | États-Unis | US Postal Service     | DQ            |
| 2e | Abraham Olano     | Espagne    | ONCE-Deutsche Bank    | + 7 min 44 s  |
| 3e | Alex Zülle        | Suisse     | Banesto               | + 7 min 47 s  |
| 4e | Laurent Dufaux    | Suisse     | Saeco-Cannondale      | + 8 min 07 s  |
| 5e | Fernando Escartín | Espagne    | Kelme-Costa Blanca    | + 8 min 53 s  |
| 6e | Stéphane Heulot   | France     | La Française des jeux | + 9 min 10 s  |
| 7e | Richard Virenque  | France     | Polti                 | + 10 min 03 s |
| 8e | Pavel Tonkov      | Russie     | Mapei-Quick Step      | + 10 min 18 s |
| 9e | Daniele Nardello  | Italie     | Mapei-Quick Step      | + 10 min 58 s |
| 10e | Giuseppe Guerini  | Italie     | Deutsche Telekom      | + 11 min 07 s |

## Classements annexes
| Classement par points | Classement par points | Classement par points | Classement par points | Classement par points |
| Coureur               | Coureur               | Pays                  | Équipe                | Points                |
| --------------------- | --------------------- | --------------------- | --------------------- | --------------------- |
| 1er                   | Erik Zabel            | Allemagne             | Deutsche Telekom      | 213 pts               |
| 2e                    | Stuart O'Grady        | Australie             | Crédit Agricole       | 208 pts               |
| 3e                    | Christophe Capelle    | France                | BigMat-Auber 93       | 141 pts               |
| 4e                    | George Hincapie       | États-Unis            | US Postal Service     | 139 pts               |
| 5e                    | Tom Steels            | Belgique              | Mapei-Quick Step      | 135 pts               |

| Classement par points | Classement par points | Classement par points | Classement par points | Classement par points |
| Coureur               | Coureur               | Pays                  | Équipe                | Points                |
| --------------------- | --------------------- | --------------------- | --------------------- | --------------------- |
| 1er                   | Erik Zabel            | Allemagne             | Deutsche Telekom      | 213 pts               |
| 2e                    | Stuart O'Grady        | Australie             | Crédit Agricole       | 208 pts               |
| 3e                    | Christophe Capelle    | France                | BigMat-Auber 93       | 141 pts               |
| 4e                    | George Hincapie       | États-Unis            | US Postal Service     | 139 pts               |
| 5e                    | Tom Steels            | Belgique              | Mapei-Quick Step      | 135 pts               |

| Classement de la montagne | Classement de la montagne | Classement de la montagne | Classement de la montagne | Classement de la montagne |
| Coureur                   | Coureur                   | Pays                      | Équipe                    | Points                    |
| ------------------------- | ------------------------- | ------------------------- | ------------------------- | ------------------------- |
| 1er                       | Richard Virenque          | France                    | Polti                     | 174 pts                   |
| 2e                        | Mariano Piccoli           | Italie                    | Lampre-Daikin             | 142 pts                   |
| 3e                        | Lance Armstrong           | États-Unis                | US Postal Service         | DQ                        |
| 4e                        | Dimitri Konyshev          | Russie                    | Mercatone Uno-Bianchi     | 105 pts                   |
| 5e                        | José Luis Arrieta         | Espagne                   | Banesto                   | 96 pts                    |

| Classement de la montagne | Classement de la montagne | Classement de la montagne | Classement de la montagne | Classement de la montagne |
| Coureur                   | Coureur                   | Pays                      | Équipe                    | Points                    |
| ------------------------- | ------------------------- | ------------------------- | ------------------------- | ------------------------- |
| 1er                       | Richard Virenque          | France                    | Polti                     | 174 pts                   |
| 2e                        | Mariano Piccoli           | Italie                    | Lampre-Daikin             | 142 pts                   |
| 3e                        | Lance Armstrong           | États-Unis                | US Postal Service         | DQ                        |
| 4e                        | Dimitri Konyshev          | Russie                    | Mercatone Uno-Bianchi     | 105 pts                   |
| 5e                        | José Luis Arrieta         | Espagne                   | Banesto                   | 96 pts                    |

| Classement du meilleur jeune | Classement du meilleur jeune | Classement du meilleur jeune | Classement du meilleur jeune     | Classement du meilleur jeune |
| Coureur                      | Coureur                      | Pays                         | Équipe                           | Temps                        |
| ---------------------------- | ---------------------------- | ---------------------------- | -------------------------------- | ---------------------------- |
| 1er                          | Benoît Salmon                | France                       | Casino                           | 62 h 44 min 34 s             |
| 2e                           | Mario Aerts                  | Belgique                     | Lotto-Mobistar                   | + 4 min 59 s                 |
| 3e                           | Salvatore Commesso           | Italie                       | Saeco-Cannondale                 | + 10 min 48 s                |
| 4e                           | Luis Pérez Rodríguez         | Espagne                      | ONCE-Deutsche Bank               | + 23 min 16 s                |
| 5e                           | Francisco Tomás García       | Espagne                      | Vitalicio Seguros-Grupo Generali | + 24 min 43 s                |

| Classement du meilleur jeune | Classement du meilleur jeune | Classement du meilleur jeune | Classement du meilleur jeune     | Classement du meilleur jeune |
| Coureur                      | Coureur                      | Pays                         | Équipe                           | Temps                        |
| ---------------------------- | ---------------------------- | ---------------------------- | -------------------------------- | ---------------------------- |
| 1er                          | Benoît Salmon                | France                       | Casino                           | 62 h 44 min 34 s             |
| 2e                           | Mario Aerts                  | Belgique                     | Lotto-Mobistar                   | + 4 min 59 s                 |
| 3e                           | Salvatore Commesso           | Italie                       | Saeco-Cannondale                 | + 10 min 48 s                |
| 4e                           | Luis Pérez Rodríguez         | Espagne                      | ONCE-Deutsche Bank               | + 23 min 16 s                |
| 5e                           | Francisco Tomás García       | Espagne                      | Vitalicio Seguros-Grupo Generali | + 24 min 43 s                |

| Classement par équipes | Classement par équipes | Classement par équipes | Classement par équipes |
| Équipe                 | Équipe                 | Pays                   | Temps                  |
| ---------------------- | ---------------------- | ---------------------- | ---------------------- |
| 1re                    | ONCE-Deutsche Bank     | Espagne                | 187 h 48 min 46 s      |
| 2e                     | Banesto                | Espagne                | + 52 s                 |
| 3e                     | Kelme-Costa Blanca     | Espagne                | + 6 min 25 s           |
| 4e                     | Festina-Lotus          | France                 | + 7 min 17 s           |
| 5e                     | Mapei-Quick Step       | Belgique               | + 13 min 31 s          |

| Classement par équipes | Classement par équipes | Classement par équipes | Classement par équipes |
| Équipe                 | Équipe                 | Pays                   | Temps                  |
| ---------------------- | ---------------------- | ---------------------- | ---------------------- |
| 1re                    | ONCE-Deutsche Bank     | Espagne                | 187 h 48 min 46 s      |
| 2e                     | Banesto                | Espagne                | + 52 s                 |
| 3e                     | Kelme-Costa Blanca     | Espagne                | + 6 min 25 s           |
| 4e                     | Festina-Lotus          | France                 | + 7 min 17 s           |
| 5e                     | Mapei-Quick Step       | Belgique               | + 13 min 31 s          |